# Stefan Rusin
Stefan Rusin (ur. 1 sierpnia 1946 w Golinie koło Konina) – polski poeta, plastyk, pisarz, krytyk literacki. Od 1977 do 1998 pełnił funkcję prezesa Konińskiego Klubu Literackiego. W latach 1978–1988 był redaktorem folderów, zeszytów i almanachów literackich tegoż Klubu. Organizował dziesięć pierwszych edycji Ogólnopolskiego Konkursu Poetyckiego „Milowego Słupa”.
Ukończył Akademię Ekonomiczną w Poznaniu. Debiutował jako poeta w 1971 roku na łamach czasopisma „Radar”. Od 1967 był pracownikiem Huty Aluminium „Konin”.

## Twórczość
Poezja
- Jak niepojęte jest nasze istnienie (poezje, Konin 1978)
- Ósmego dnia (poezje, Konin 1980)
- Zamiast wieczoru autorskiego (poezje, Warszawa 1981)
- Spadkobiercy raju (poezje, Poznań 1985)
- Mój ląd (poezje, Konin 1985)
- Kaligula (poezje, Poznań 1988)
- Mała planeta (poezje, Poznań 1993)
- Obudź w sobie dziecko (poezje, Poznań 1993)
- Wrota piekieł (poezje, Konin 1995)
- Przez pogańskie bezkresy do Jerzego Szaniawskiego (poezje, Konin 1996)
- Pieśni (poezje, Konin 1996)
- Radosne czuwanie (poezje, Konin 1998)
- Wesele Hioba (poezje, Konin 1999)
- Korsykańskie lustro (poezje, Bydgoszcz 2000)
- Uczta wilka (poezje, Kraków 2000)
- Bezdomna czułość (poezje, Konin 2002)
- Niecierpliwe pragnienia (wybór wierszy, Konin 2003)
- Magala (poezje, Konin 2006)
- Adoracje i pokusy (poezje, Rzeszów 2008)
- Marie, Estery, Anastazje... (poezje, Konin 2009)
- Pacyfik (poezje, Rzeszów 2011)
- Bez retuszu (poezje, Gdynia-Kraków 2023)
- Żar i pokusy (poezje, Konin 2025)

Zbiór szkiców i esejów
- W ogrodach wyobraźni (Bydgoszcz 2012)
- Loża barbarzyńców (Konin 2018)
- Odyseje (Konin 2025)

Proza
- Konin - moje miasto (Poznań 1986)
- Zakony na Ziemi Konińskiej (Konin 1993)
- Do końca wierni... (Poznań 1993)
- Mniejszości wyznaniowe na Ziemi Konińskiej (Poznań 1994)
- Znani i nieznani w Koninie (Konin, 2008, 2012, 2014)
- Konspiracja w regionie konińskim 1939–1945 (Konin 2013)
- Dziennik artysty (Konin 2021)

Sztuka
- Stefan Rusin. Rysunki (Konin 2023)
- Tatuaż (Konin 2023)
- Stefan Rusin. Malarstwo pastelowe (Konin 2024)

## Opracował
- Na fali czasu. Antologia Konińskiego Klubu Literackiego (1980)
- Zbudzony ptak. Almanach prozy konińskiego środowiska młodoliterackiego (1985)
- Konin moje miasto (szkic, 1986)